# Opisthencentrus
Opisthencentrus dentipennis es una especie de coleóptero adéfago pertenecientes a la familia Carabidae. Es el único miembro del género monotípico Opisthencentrus.